# رودولف نواك
رودولف نواك (بالألمانية: Rudolf Noack)‏ (30 مارس 1913 – 30 يونيو 1947) لاعب كرة قدم ألماني راحل كان يجيد اللعب في خط الهجوم .
لعب طوال مسيرته الرياضية في أندية هيرتا هاربورغ، راسينسبورت هاربورغ، هاربورغ (1931) هامبورغ (1931-1945).
مثل منتخب ألمانيا في 3 مباريات مسجلا هدف واحد (1934-1937). شارك مع منتخب ألمانيا في بطولة كأس العالم 1934 في إيطاليا حيث احتل المركز الثالث. يذكر بأنه سجل هدف في الدور النصف النهائي في مرمى منتخب تشيكوسلوفاكيا.

## وصلات خارجية
- رودولف نواك على موقع قاعدة بيانات كرة القدم.إي يو (الإنجليزية)
- رودولف نواك على موقع ناشيونال فوتبول تيمز (الإنجليزية)
- رودولف نواك على موقع Soccerway.com (الإنجليزية)
- رودولف نواك على موقع عالم كرة القدم.نت (الإنجليزية)
- رودولف نواك على موقع كووورة

- سيرة ذاتية